# Fairfield Challenger 2022
Il Fairfield Challenger 2022 è stato un torneo maschile tennis professionistico. È stata la 6ª edizione del torneo, facente parte della categoria Challenger 80 nell'ambito dell'ATP Challenger Tour 2022, con un montepremi di 53 120 $. Si è svolto dal 10 al 16 ottobre 2022 sui campi in cemento del Solano Community College di Fairfield, negli Stati Uniti.

## Partecipanti

### Teste di serie
| Nazionalità | Giocatore        | Ranking* | Testa di serie |
| ----------- | ---------------- | -------- | -------------- |
| Stati Uniti | Denis Kudla      | 100      | 1              |
| Stati Uniti | Stefan Kozlov    | 130      | 2              |
| Stati Uniti | Michael Mmoh     | 132      | 3              |
| Stati Uniti | Ben Shelton      | 177      | 4              |
| Francia     | Enzo Couacaud    | 188      | 5              |
| Stati Uniti | Ernesto Escobedo | 200      | 6              |
| Cina        | Shang Juncheng   | 203      | 7              |
| Stati Uniti | Mitchell Krueger | 208      | 8              |

* Ranking al 3 ottobre 2022.

### Altri partecipanti
I seguenti giocatori hanno ricevuto una wild card per il tabellone principale:
- Jacob Fearnley
- Christian Langmo
- Aidan Mayo

Il seguente giocatore è entrato in tabellone come special exempt:
- Zachary Svajda

Il seguente giocatore è entrato in tabellone come alternate:
- Giovanni Oradini

I seguenti giocatori sono passati dalle qualificazioni:
- Alafia Ayeni
- Alexander Cozbinov
- Tennys Sandgren
- August Holmgren
- Alfredo Perez
- Sam Riffice

Il seguente giocatore è entrato in tabellone come lucky loser:
- Malek Jaziri

## Campioni

### Singolare
Michael Mmoh ha sconfitto in finale  Gabriel Diallo con il punteggio di 6–3, 6–2.

### Doppio
Julian Cash /  Henry Patten hanno sconfitto in finale  Anirudh Chandrasekar /  Vijay Sundar Prashanth con il punteggio di 6–3, 6–1.